# Dybowski-Furchenzahnratte
Die Dybowski-Furchenzahnratte (Mylomys dybowskii) ist ein im westlichen und zentralen Afrika verbreitetes Nagetier in der Unterfamilie der Altweltmäuse. Die Art wurde ursprünglich in die Gattung Furchenzahn-Bachratten (Pelomys) eingeordnet. Mehrere leicht abweichende Varianten führten zur Beschreibung anderer Taxa, die in Mammal Species of the World als Synonyme gelistet sind.
Die Art ist nach dem polnisch-französischen Forschungsreisenden Jean Dybowski benannt.

## Merkmale
Die Art ist mit einer Kopf-Rumpf-Länge von 122 bis 194 mm, einer Schwanzlänge von 104 bis 180 mm und einem Gewicht von 46 bis 190 g ein recht großes und kompakt gebautes Nagetier. Die Hinterfüße sind 29 bis 37 mm lang und die Ohren erreichen 14 bis 25 mm Länge. Wie bei den Furchenzahn-Bachratten und den Kusuratten (Arvicanthis) ist das Fell rau und der Schwanz dick. Es besteht ein deutlicher Kontrast zwischen der braunen Oberseite mit einigen schwarzen Haarspitzen und der weißlichen Unterseite. Die weißen Bereiche ziehen sich über Brust, Kehle und Kinn bis zu den Wangen. An den Vorderpfoten befinden sich nur drei voll ausgebildete Finger. Am Hinterfuß sind die drei mittleren Zehen lang und mit Krallen ausgerüstet, während die erste und die fünfte Zehe kurz sind. Der Schwanz ist oberseits mit schwärzlichen und unterseits mit gelblich- bis weißlichen Schuppen bedeckt. Bei Weibchen sind vier paarig angeordnete Zitzen auf der Brust und zwei Paar im Leistenbereich vorhanden.

## Verbreitung
Die Dybowski-Furchenzahnratte hat eine Population von Guinea bis Ghana und eine zweite größere Population von Kamerun bis Südsudan, die nordöstliche Demokratische Republik Kongo, Uganda, Ruanda und Burundi. Kleinere disjunkte Populationen leben in Kenia, Tansania, Malawi sowie in der östlichen Republik Kongo. Dieses Nagetier lebt im Flachland und in Gebirgen bis 2300 Meter Höhe. Es hält sich vorwiegend in feuchten Savannen mit verstreuten Bäumen und Büschen sowie in frisch gerodeten Gebieten auf.

## Lebensweise
Die tagaktiven Exemplare halten sich auf dem Erdboden auf. Ihnen fehlt die Fähigkeit, Grasländer nach Bränden zu besiedeln. Zur Nahrung zählen Gräser, Kräuter und grüne Bohnen. Zur Aufspaltung der Nahrung hat die Art einen vergrößerten Blinddarm mit Fortsatz. Weibchen können sich zu allen Jahreszeiten fortpflanzen. Ein Wurf besteht aus zwei bis sechs Neugeborenen. Viele Exemplare fallen der Puffotter (Bitis arietans) zum Opfer.

## Gefährdung
Über mögliche Bedrohungen ist fast nichts bekannt. Die Dybowski-Furchenzahnratte tritt in einigen Regionen häufig und in anderen selten auf. Sie wird von der IUCN als nicht gefährdet (least concern) gelistet.